# Желтогорлый лесной певун
Желтого́рлый лесно́й певу́н (лат. Setophaga dominica) — вид птиц семейства древесницевых.

## Описание
У желтогорлого лесного певуна горло и верхняя область груди жёлтого цвета. Оперение верха имеет сероватый цвет с тёмно-серыми кроющими перьями, на которых видно две белых полоски. Оперение низа белое. Макушка и лоб чёрные, от глаз немного назад и в сторону щёк тянется чёрное оперение. Остальная часть головы белая.

## Распространение
Желтогорлый лесной певун гнездится от Центрального Техаса до Центральной Флориды, от юга Канзаса вплоть до севера Иллинойса и востока Пенсильвании. Они проводят зиму на юге Флориды, на Багамах, на востоке Мексики до Никарагуа.